# Pasquale Epifanio Iannini
Pasquale Epifanio Iannini (Maratea, 1º aprile 1906 – Maratea, 8 novembre 1988) è stato un poeta, scrittore e paroliere italiano.

## Biografia
Pasquale Epifanio Iannini nasce a Maratea, in provincia di Potenza, il 1º aprile 1906 da Biagio Iannini e Rosa Cernicchiaro. Il padre è un insegnante, successivamente direttore didattico incaricato, la madre una casalinga. 

Sin da bambino, appoggiandosi alla eterogenea cultura del padre, sviluppa l'amore per la lettura, coltivando una passione per la poesia e la musica. Le sue prime fonti di ispirazione, e lo rimarranno per tutta la vita, sono la natura e la bellezza paesaggistica dei luoghi della sua infanzia, quelli della natia Maratea.
Proseguiti gli studi ginnasiali a Sala Consilina, in provincia di Salerno, dopo il servizio di leva, prestato tra Palermo, Messina e Reggio Calabria, Pasquale Iannini ritorna nel suo paese e si segnala nella vita cittadina con la composizione, nel 1932, dell’Inno a San Biagio, santo patrono di Maratea, eseguito dalla banda musicale di Acquaviva delle Fonti in occasione delle celebrazioni solenni per il dodicesimo centenario della traslazione delle reliquie del santo dall'Armenia. 

La sua attività nella vita pubblica della comunità continua per il suo amore per lo sport, come quando, nel 1932, organizza la prima squadra di calcio del suo paese; e dedicandosi, come giornalista pubblicista, al dibattito sullo sviluppo turistico di Maratea e del golfo di Policastro.
Successivamente, si segnala all'attenzione del pubblico a livello nazionale componendo, nel 1935, il testo per l'inno nazionale dei poste-telegrafisti, che sarà musicato da E. A. Mario, e poi, nel 1937, con la pubblicazione de Canti del Vulture, che vengono apprezzati per la delicata esaltazione del mondo bucolico e contadino.
Dopo la guerra, e la pubblicazione delle liriche di Terra mia, del 1946, Pasquale Iannini vola in Colombia, a Bogotà, dove risiedono, da molti anni, dei suoi familiari. In Sudamerica, dove rimane per sette anni, si dedica all'attività di paroliere. Compone ed incide molte canzoni in lingua spagnola, molte delle quali interpreterà lui stesso ai microfoni della radio colombiana Estrella di Bogotá. 

Tornato in patria, la sua opera poetica si inclina sempre più verso la riflessione sull'universo familiare e affettivo, e poi, nell'età senile, nella ricerca dell'assoluto e del divino, con composizioni a chiaro carattere religioso. 

Muore a Maratea l'8 novembre 1988, celibe.

## Stile e critica
Lo stile poetico di Pasquale Epifanio Iannini si distingue per la sua semplicità. Il suo verso è istintivo, privo di barocchismi o di reminiscenze, frutto immediato dell'osservazione e della reazione emotiva. 

Compone solo raramente in rima.
Le opere di Pasquale Iannini furono apprezzate da diversi poeti suoi contemporanei, con cui manteneva corrispondenza epistolare. Stile e limiti della poesia di Iannini, vista da altri poeti, sono palesati in una lettera personale da parte di Corrado Alvaro, che gli scriverà:
(lettera di Alvaro a Iannini del 9 dicembre 1946.)
In Colombia, la critica salutò Iannini come «el cantor de la Región Oraziana de Italia». Durante il viaggio in aereo verso il Sudamerica, Pasquale Iannini comporrà una piccola opera, intitolata Primo volo transoceanico da Roma a Bogotá, che sarà pubblicata solo al ritorno in Italia, nel 1967. Si tratta di un'opera particolare, un diario poetico di impressioni ed emozioni. 

L'ultima parte della sua produzione è dedicata alla solitudine ed alla sofferenza, non declinate in un senso patetico, ma volte ad essere spunto per la ricerca dell'infinito e del divino.

## Opere
- Inno a San Biagio (1932)
- Inno nazionale dei poste-telegrafisti (1935), musicato da E. A. Mario.
- Canti del Vulture (1937)
- I sonetti della primavera (1939)
- Terra mia: liriche (1946)
- Papà mio: in memoria (1948)
- Sulle ali del tempo: liriche (1967)
- Primo volo transoceanico da Roma a Bogotá (1967)
- Nella luce del pianto (1975)
- Ricordo di Lorica ed altre poesie (1985)
- A Padre Pio (1986)